# غولدفاسر
.

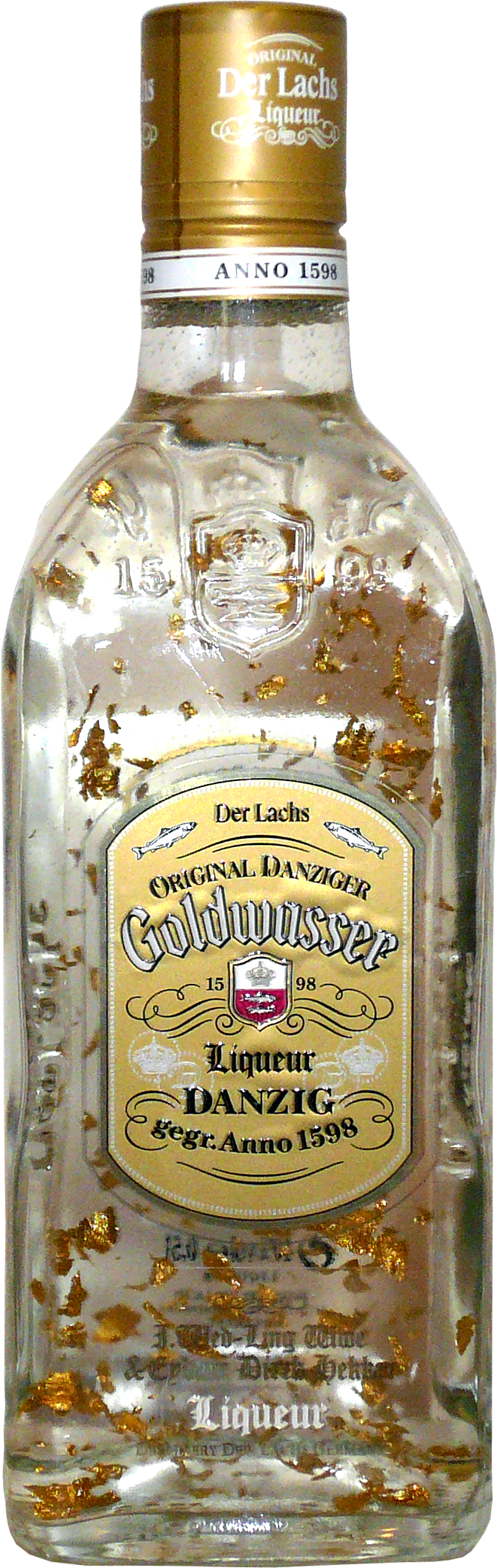
عبوة من مشروب غولدفاسر

غولدفاسر (أ)) اسم تجاري لمشروب كحولي (ليكور) مسجل لشركة Der Lachs zu Danzig في مدينة غدانسك البولونية؛ وهو يعني باللغة الألمانية «ماء الذهب». لهذا المشروب نكهة عشبية ومذاق حلو، وما يميزه هو وجود صفائح وأوراق ذهبية صغيرة فيه؛ في حين تبلغ نسبة الكحول فيه 40% حجماً.
يعود تاريخ إنتاج هذا المشروب الكحولي إلى القرن السابع عشر، وأنتج من سنة 1598 إلى 2009 في مدينة غدانسك البولونية، لكنه ينتج الآن في ألمانيا.

## هوامش
- أ) غولدفاسر: (بالألمانية: Danziger Goldwasser) و بالبولونية Gdańska wódka